# Uberto Allucingoli
Uberto Allucingoli (né à Lucques en Toscane et  mort avant 1185) est un cardinal italien du XIIe siècle.  Il est le neveu du pape Lucius III .

## Biographie
Le pape Lucius II le crée cardinal lors d'un consistoire en 1182.
Selon des auteurs modernes, comme Elfriede Kartusch, Uberto Allucingoli, est un personnage fictif, qui est confondu avec Uberto Crivelli, créé cardinal-prêtre de San Lorenzo in Damaso en décembre 1182, le futur pape Urbain III (1185–1187).

## Sources
- Fiche du cardinal   sur le site fiu.edu